# 20 év 10 kedvence
A 20 év 10 kedvence az Irigy Hónaljmirigy 2010-ben megjelent válogatásalbuma. Az album aranylemez státuszt ért el, de csak a 24. helyig jutott a lemezeladási listán.

## Az album dalai
1. Felkapott dal (Quimby - Ajjajjajj paródia)
2. A Pici az agy (eredetileg a csapat 2005-ös Retro Klub albumán jelent meg ez a szám)
3. Halandzsa (Péterfy Bori paródia, sőt, maga Péterfy Bori énekli a saját dalának paródiáját)
4. Necceshármas (Fásy Ádám - Bunyós Pityu - Sláger Tibo paródia)
5. Ki ez az Éva? (Kaukázus-Szalai Éva paródia)
6. Uni Cum Laude (Magna Cum Laude paródia, ez a szám eredetileg a 2007-es K.O.Média lemezen jelent meg)
7. Mikor még Pécsett
8. Bonviván (Hungária - Csókkirály paródia)
9. Jajj mit tettem (eredetileg a 2004-es Bazi nagy lagzi című lemezen jelent meg a dal)
10. El Dívány (eredetileg ez a dal is a K.O.Média albumon jelent meg)